# مسجد جامع فلاورجان
مسجد جامع فلاورجان مربوط به دوره قاجار است و در فلاورجان، خیابان امام خمینی واقع شده و این اثر در تاریخ ۶ اسفند ۱۳۸۵ با شمارهٔ ثبت ۱۷۴۸۶ به‌عنوان یکی از آثار ملی ایران به ثبت رسیده است.